# Wapen van Peize
Het wapen van Peize werd op 31 maart 1917 door de Hoge Raad van Adel aan de Drentse gemeente Peize toegekend. Het wapen werd in 1949 uitgebreid met een zogenaamde gravenkroon, verder bleef het wapen gelijk. De gemeente werd opgeheven tijdens de gemeentelijke herindeling van 1 januari 1998.  

## Blazoeneringen

### Eerste blazoenering
De eerste blazoenering van het wapen luidde sinds 31 maart 1917als volgt:
In azuur een gouden hopbel, gestengeld en met 2 blaadjes van hetzelfde. Het schild gedekt .
Het wapen is in rijkskleuren: een blauw schild met een gouden voorstelling. In het geval van Peize een gouden hopbel met aan de stengel twee takjes met bladeren.

### Tweede blazoenering
De tweede blazoenering van het wapen luidde sinds 3 juni 1949 als volgt:
In azuur een gouden hopbel, gestengeld en met 2 blaadjes van hetzelfde. Het schild gedekt met een gouden kroon van 3 bladeren en 2 paarlen.
Het wapen is in rijkskleuren: een blauw schild met een gouden voorstelling. In het geval van Peize een gouden hopbel met aan de stengel twee takjes met bladeren. Het tweede wapens had een gravenkroon op het schild staan. Er is gekozen voor de hopbel omdat dat tot en met 1870 een belangrijke inkomstenbron voor de plaatselijke agrariërs was.